# Muurschildering op het Belastingkantoor Kerkplein
Er is sinds augustus 2024 een muurschildering op het Belastingkantoor van Paramaribo, Suriname, te zien. Eind februari 2024 werd aan het kunstwerk aan het Kerkplein begonnen en op 13 augustus 2024 werd het opgeleverd door het Paramaribo Urban Rehabilitation Program (PURP).
De muurschildering bestrijkt de gehele zijgevel van het pand. De muur van 22 bij 10 meter werd geschilderd met behulp van een hoogwerker. Fabian de Randamie koos één uit zes ontwerpen en schilderde het met spuitbussen, geholpen door een team van zes jongeren. Het is de grootste muurschildering die hij ooit maakte en die er op dat moment in Suriname bestond. Het is een tropische mural met veelzijdige kleuren, die de diverse culturen van de Surinamers weergeven. De illustraties van flora en fauna zijn geïnspireerd op de natuur in Suriname.
PURP is een programma dat is opgezet om de historische binnenstad op te knappen en te verlevendigen. Op verschillende punten in de binnenstad zijn QR-codes aangebracht waardoor de bezoeker meer van de geschiedenis van die plek kan leren.
Volgens Sinfra Zaandam, consultant voor urban landscaping van de PURP, is de keuze voor een muurschildering geïnspireerd op de muurschilderingen die tijdens de coronacrisis in Suriname zijn gemaakt. Voor het Belastingkantoor werd gekozen vanwege de locatie, waardoor de schildering goed in de omgeving opvalt.